# إبراهيم المهيدب
إبراهيم المهيدب (8 أغسطس 1986م) رجل أعمال سعودي، ورئيس «نادي النصر السعودي» ورئيس مجلس إدارة مؤسسة نادي النصر غير الربحية من 21 يونيو 2024م. في 20 أغسطس 2024م أعلن عن استقالته من رئاسة مجلس إدارة نادي النصرعبر حسابه في منصة إكس.

## العمل والمناصب
- رئيس نادي النصر ورئيس مجلس إدارة مؤسسة نادي النصر غير الربحية من 21 يونيو 2024م.[4]
- رئيس مجلس إدارة شركة إبراهيم المهيدب الفندقية.[5]
- رئيس مجلس إدارة شركة هدب للتطوير والاستثمار العقاري.
- رئيس مجلس إدارة شركة ماسة داركم للوحدات السكنية.[6]
- عضو شرف في نادي النصر السعودي منذ عام 2017م.[1][7][8]
- مستثمر في قطاع الإبل من عام 2020م.[9][10]

## الإنجازات والتكريم
- حقق المركز الأول والثاني «شلفا ولي العهد» في النسخة السادسة من مهرجان الملك عبد العزيز للإبل عام 2022م.[11][12][13]
- كُرِّم من مجلة فوربس الشرق الاوسط بالشراكة مع المركز الوطني للمسؤولية والدراسات كأكثر الشخصيات الاكثر تأثيراً في مجال المسؤولية الاجتماعية عام 2024م.[14]
- حاصل على لقب منقية الجزيرة في مهرجان الملك عبد العزيز للإبل (النسخة التاسعة) عام 2024 بمنقية (شامخات الشقح).[15]